# Raghu-vamsa
Raghu-vamsa es un majá-kavia (poema épico) sánscrito del siglo VI del célebre poeta Kalidasa. Narra, en 19 sargas (cantos), las historias relacionadas con la dinastía Raghu: la familia del rey Dilipa y sus descendientes hasta Agní Varna, que incluyen a Raghu, Dasaratha y Rama.
El primer comentario sobreviviente es el del erudito del siglo X Vallabhadeva de Cachemira.
El comentario más popular y ampliamente disponible, sin embargo, es el Sanyívani, escrito por Mallinatha (1350-1450).

## Nombre
- raghuvaṃśa, en el sistema AITS (alfabeto internacional para la transliteración del sánscrito).
- रघुवंश, en escritura devanagari del sánscrito.
- Pronunciación: /raghú vámsha/.[1]
- Etimología:[1]
  - raghú: rápido, que va velozmente, potro rápido; según el Rig-veda (el texto más antiguo de la India, de mediados del II milenio a. C.).
  - vamshá: caña de bambú o cualquier caña, caña de azúcar y Shorea robusta; según el Rig-veda.

## Métricas utilizadas en el texto

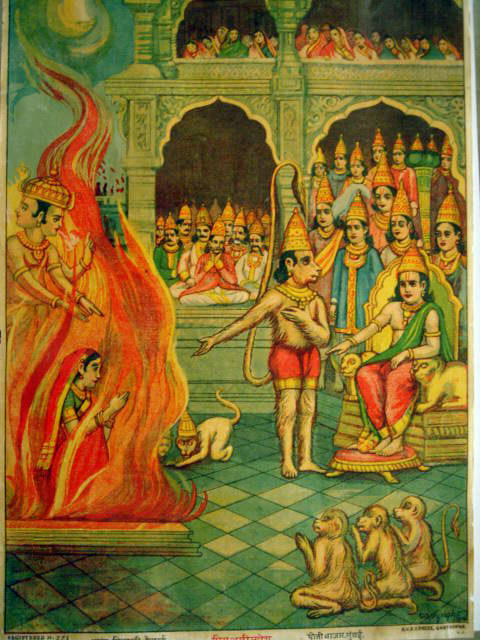
Representación de bazar (ca. 1910).